# Семейское сельское поселение
Семейское сельское поселение — муниципальное образование в Подгоренском районе Воронежской области.
Административный центр — село Семейка.

## Административное деление
В состав поселения входят:
- село Семейка,
- хутор Духовое,
- хутор Киров,
- хутор Красный Пахарь,
- хутор Куренное,
- хутор Становой.